# WSO2
WSO2 LLC — це постачальник технологій з відкритим вихідним кодом, заснований у 2005 році. Компанія надає програмні та хмарні рішення, що забезпечують базові технології для розробки застосунків, а також управління ідентифікацією та доступом (IAM). Це розширення оригінального фокусу на інтеграції API, застосунків та вебсервісів як локально, так і через Інтернет. У 2024 році компанію було викуплено фондом EQT, EQT Private Capital Asia.

## Історія
Компанію WSO2 заснували Санджіва Веєраверана, Пол Фремантл та Даванум Срінівас у серпні 2005 року за підтримки Intel Capital, Toba Capital та Pacific Controls. Веєраверана був дослідником у IBM і одним із засновників платформи вебсервісів. Він керував створенням IBM SOAP4J, який пізніше став Apache SOAP, і був архітектором інших відомих проектів. Фремантл був одним з авторів IBM's Web Services Invocation Framework та Web Services Gateway. Як член Apache з часу оригінального проекту Apache SOAP, Фремантл контролював передачу WSIF та WSDL4J до Apache і керував участю IBM у проекті Axis C/C++.
Фремантл був головним технічним директором (CTO) WSO2 з 2008 по 2020 рік,  і був названий одним із 25 найкращих CTO за версією InfoWorld у перший рік на цій посаді. Наразі Фремантл працює консультантом для кількох технологічних компаній, включаючи WSO2. У 2017 році Тайлер Джуелл став новим CEO, тоді як Веєраверана зосередився на проєкті з відкритим кодом Ballerina.  У 2019 році Вінні Сміт став виконавчим головою компанії. Веєраверана повернувся на посаду CEO у 2020 році.
Дочірня компанія WSO2Mobile була заснована у 2013 році, з Гаршею Пурасінгхе з Microimage як генеральним директором та співзасновником. У березні 2015 року була заснована WSO2.Telco у партнерстві з малайзійською телекомунікаційною компанією Axiata,  яка володіла контрольним пакетом акцій у цьому підприємстві. Згодом WSO2Mobile було знову інтегровано до материнської компанії.
Азійський приватний фонд EQT AB EQT Private Capital Asia придбав компанію за понад 600 мільйонів доларів у травні 2024 року.

## Фінанси
У 2006 році Intel Capital інвестувала 4 мільйони доларів у WSO2, і продовжувала інвестувати в наступні роки. У 2010 році Godel Technologies інвестувала в WSO2 на невідому суму, а в 2012 році компанія залучила третій раунд фінансування на суму 10 мільйонів доларів. Згідно з офіційними даними WSO2, ці інвестиції надійшли від Toba Capital, Cisco та Intel Capital. У серпні 2015 року під час раунду фінансування під керівництвом Pacific Controls та Toba було зібрано ще 20 мільйонів доларів. У листопаді 2021 року WSO2 отримала 90 мільйонів доларів фінансування від Goldman Sachs Asset Management Private Credit. У травні 2022 року WSO2 завершила раунд фінансування серії E, отримавши додаткові 93 мільйони доларів від Info Edge.

### Залучення до відкритого коду
Історично WSO2 мала тісний зв’язок з спільнотою Apache, значна частина їхніх продуктів базується на стеку продуктів Apache або робить внесок у нього. Багато з керівників WSO2 також зробили внесок у проекти Apache. У 2013 році WSO2 передала свій проект Stratos до Apache.
WSO2 вперше представила Ballerina — мову програмування загального призначення з відкритим вихідним кодом, що підтримує конкурентність і є суворо типізованою. Вона має як текстовий, так і графічний синтаксис і оптимізована для інтеграції, вперше з’явилася в 2017 році. Загальна доступність Ballerina 1.0 на https://ballerina.io була оголошена в 2019 році. У березні 2023 року InfoWorld в своєму огляді продуктів оцінив Ballerina 2201.4.0 (Swan Lake) на 4 зірки з можливих 5.

## Продукти
Продукти WSO2 випускаються під ліцензією Apache License версії 2.0. Як і сам проект Apache, WSO2 дотримується принципів відкритої розробки та публікує архітектурні та розробницькі обговорення.

### Ранні розробки
Першим продуктом WSO2 був кодовий проект під назвою Tungsten, призначений для розробки вебзастосунків. За Tungsten слідував WSO2 Titanium, який згодом перетворився на WSO2 Enterprise Service Bus (ESB).
У лютому 2009 року WSO2 представила компонентну платформу WSO2 Carbon, побудовану на основі Open Source Gateway Initiative (OSGi), яка була розроблена як основа для всіх програмних продуктів WSO2.  Версія 5.3.0 відкритого ядра WSO2 Carbon була випущена в грудні 2022 року та оновлена в січні 2023 року.

### Поточні пропозиції
WSO2 пропонує платформу проміжного програмного забезпечення для гнучкої інтеграції, управління інтерфейс прикладного програмування (API) та управління ідентифікацією і доступом. 
У червні 2015 року WSO2 оголосила про перше покоління версій своїх відкритих продуктів у форматі програмне забезпечення як послуга (SaaS). Станом на перший квартал 2023 року продукти включають:
- WSO2 API Manager, платформа управління API повного циклу, яка інтегрувала функціональність інтеграції WSO2 Enterprise Integrator, починаючи з версії 4.0, яка була представлена у 2021 році.[42] [43]
- Choreo, внутрішня платформа SaaS для розробки, розгортання, запуску та управління API, інтеграціями та мікросервісами на Kubernetes. WSO2 також пропонує Choreo API Manager та Choreo iPaaS.[44] [45] [4]
- WSO2 Micro Integrator, інтеграційний движок з графічним дизайнером з низьким рівнем коду.[46]
- WSO2 Identity Server, який надає можливості управління ідентифікацією з акцентом на управлінні ідентифікацією клієнтів та доступом (CIAM).[47] [48]
- WSO2 Private CIAM Cloud. Хостингова у хмарі керована послуга.[49]
- Asgardeo, ідентифікація як послуга (IDaaS), зосереджена на CIAM.[50]

## Визнання в індустрії
Компанія отримала визнання у звіті 2011 року в InformationWeek, в якому зазначалося, що eBay використовував WSO2 ESB як ключовий елемент свого програмного забезпечення для обробки транзакцій. У 2022 році InformationWeek опублікував подкаст-інтерв'ю з клієнтом WSO2 Hard Rock на тему “консолідації різних цифрових клієнтських досвідів у власності Hard Rock.”  Дослідницька компанія Gartner зазначила, що WSO2 була провідним конкурентом на ринку інфраструктури застосунків у 2014 році.
Визнання WSO2 у сфері управління API включає рейтинг 4.5 з 5 у Gartner Peer Insights: Full Life Cycle API Management та позицію у квадранті Візіонерів у Gartner Magic Quadrant for Full Life Cycle API Management за 2022 рік.  
Визнання WSO2 у сферах управління ідентичністю та доступом і CIAM включає рейтинг 4.3 з 5 у Gartner Peer Insights: Access Management, позицію сильного виконавця у The Forrester Wave™: Customer Identity And Access Management, Q4 2022 та позицію лідера у KuppingerCole Leadership Compass: CIAM Platforms, 2022.   

## Операції
Станом на 2023 рік, WSO2 має офіси у: Маунтін-В'ю, Каліфорнія; Остін, Техас; Лондон, Велика Британія; Сан-Паулу, Бразилія; Сідней, Австралія; Мюнхен, Німеччина; Дубай, Об'єднані Арабські Емірати; Мумбаї, Індія; Сінгапур та Коломбо, Шрі-Ланка. Основна частина її досліджень і операцій проводиться з головного офісу в Коломбо.